# Guy Culot
Guy Culot is een Belgische mindervalide baanwielrenner (CP2-klasse) die deelnam aan vier Paralympische Spelen en hierbij drie medailles won.

## Beknopte biografie
Hij groeide op in een instelling, maar vond na verloop van tijd een gastgezin in Sint-Katelijne-Waver. Aldaar groeide uit tot een van de beste mindervalide wielrenners van zijn tijd.

## Medailles
Hij is meervoudig wereldkampioen en nam deel aan vier Paralympics. Hij behaalde goud op de paralympics van Barcelona 1992 op de discipline 1500 meter tijdrijden in een wereldrecord-tijd van 2:47.42. Op de paralympics van Atlanta 1996 behaalde hij wederom goud op de 1500 meter en zilver op de 5000 meter.